# John Mannion (Politiker, 1944)
John Martin Mannion (John Mannion junior, * 26. Oktober 1944 in Clifden, County Galway, Irland; † 2. April 2006 im County Galway) war ein irischer Politiker der Fine Gael. Er war von 1969 bis 1977 und von 1981 bis 1983 Mitglied im Seanad Éireann sowie von 1977 bis 1981 Teachta Dála (Abgeordneter) im Dáil Éireann.

## Biografie
Mannion war Landwirt, Auktionator und Unternehmer. Er war schon früh Mitglied des Galway County Council. 1969 wurde er über die Landwirtschaftsliste in den Seanad Éireann gewählt. Ohne Erfolg blieb sein Versuch, bei den Wahlen zum Dáil Éireann 1973 im Wahlkreis Galway West einen Sitz zu erringen. Er konnte jedoch seinen Sitz im Seanad verteidigen. Bei der Nachwahl 1975 für den verstorbenen Abgeordneten John Geoghegan zog er ebenfalls den kürzeren. Bei den Wahlen zum Dáil Éireann 1977 war er dann aber erfolgreich und zog in den Dáil ein. Bei der Wahl 1981 zum Dáil trat er nicht an, sondern wurde wiederum über die Landwirtschaftsliste in den Seanad gewählt. 1982 trat er nicht mehr an. 1991 war er noch einmal kommunalpolitisch erfolgreich.
Mannion litt im Alter stark unter Arthritis und starb im Alter von 61 Jahren.

## Quelle
- Eintrag auf der Homepage des Oireachtas